# 冯沅君
冯沅君（1900年9月4日—1974年6月17日），原名淑兰，字德馥，笔名淦女士、漱峦、大琦、吴仪、易安等，女，河南唐河人，中国现代作家、中国古典文学史家，一级教授。

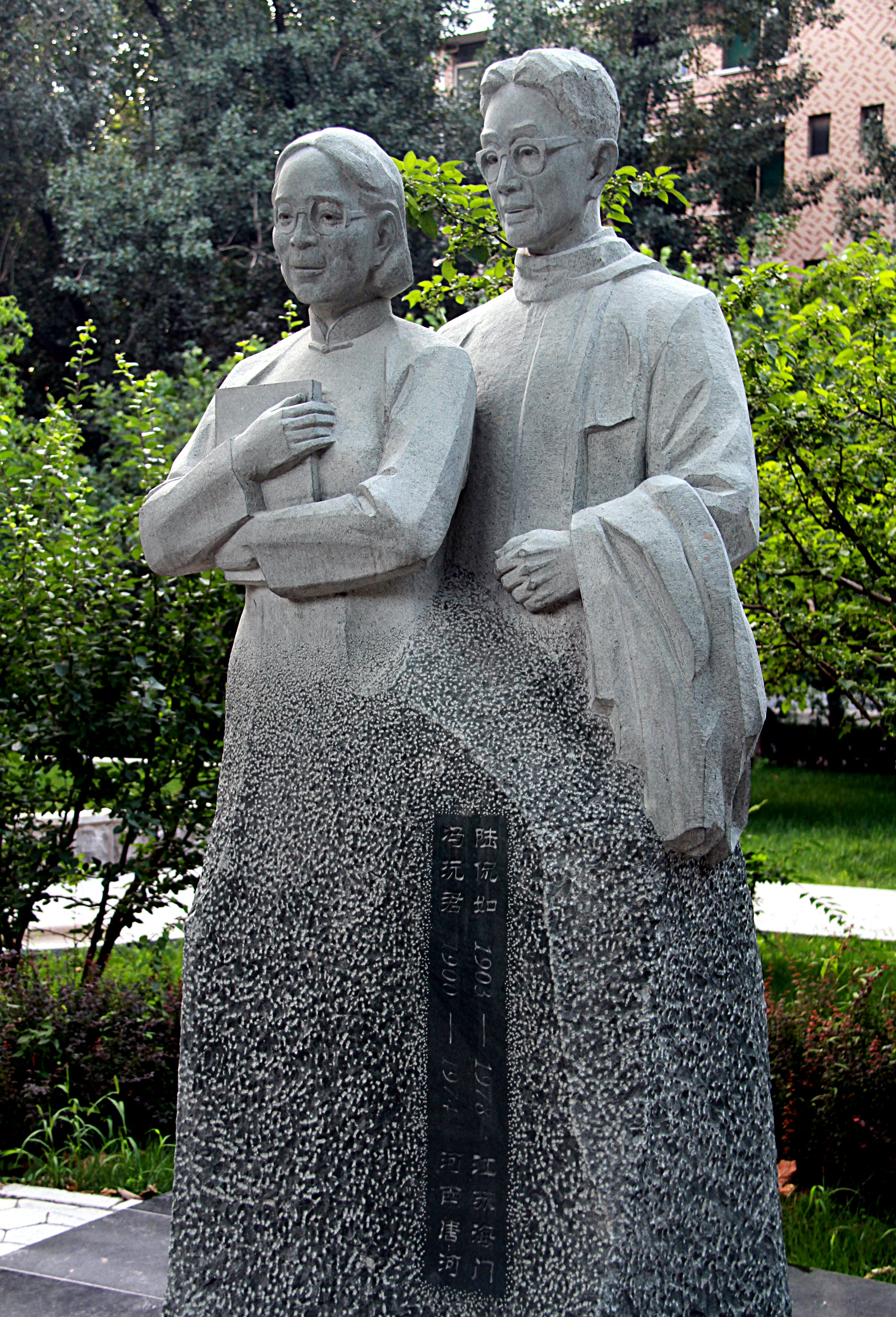
山东大学内的冯沅君与陆侃如像

## 生平
冯沅君生于河南南阳唐河祁仪镇，父亲为清朝官员馮臺異。1917年考入国立女子高等师范学校。1922年毕业后考取北京大学研究所研究生，并于1927年毕业。1932年与丈夫陆侃如留学法国，1935年在巴黎大学文学院获博士学位。
回国后，先后在金陵女子大学、复旦大学、中山大学、武汉大学、山东大学任教。中华人民共和国成立后，一直任教于山东大学，曾任山东大学副校长，第一届、第二届和第三届全国人大代表。

## 家庭
丈夫陆侃如。同胞哥哥为哲学家冯友兰及地质学家冯景兰。

## 著作
著有短篇小说《卷葹》、《春痕》、《劫灰》，古典文学论著《中国诗史》、《南戏拾遗》、《古剧说汇》等等。

### 早期创作
1924年春，在上海创造社的刊物上，接连发表了淦女士的一组反对封建家长、旧礼教对妇女的迫害，歌颂恋爱自由、婚姻自主的小说：《隔绝》、《隔绝之后》
、《旅行》、《慈母》。四个短篇虽独立成篇，但犹如当今的电视系列剧，有着相同的主题：抵抗家长的包办婚姻，争取自由的爱情婚姻；相似的女主人内心解不开的情结——母爱和情人爱的无法调和。
这组异军突起的新小说刊出后，以其鲜明的反封建立场，对自由爱情的大胆追求和热烈向往，在青年中引起了强烈的反响。书写这组反映时代青年“公意”，喊出时代青年“呼声”的作者淦女士，就是正在读研究生的冯沅君（当时叫冯淑兰）。
1926年，四个短篇结集后取名《卷施》，编入鲁迅先生编辑的《乌合丛书》之六，由北新书局出版。
冯沅君写作的时间极其短暂，作品数量也不多，只有十几万字，但在中国新文学史上的地位却没有因为时间的流逝而被遗忘。

### 文学研究

#### 古剧研究
冯沅君一生从事古典文学研究，主要成就在古剧研究方面。《古优解》、《古剧说汇》是她的卓越的研究成果。
《古优解》是研究古优的。论述的是古代社会中“优”这类人的地位、职能、特点，本属于社会学的命题，然而，古优实与后世的戏曲有关。运用中西比照的方法，得出了“古优”是一种供君王贵人娱乐的奴隶的结论，并进而提示出古优与后世优伶的渊源关系。从而使王国维提出的论断提到了具体的论证，中国戏曲史上的一些现象和疑问，也得到了合理的解释。由此可见，《古优解》是一部古代社会学和戏曲史学的经典性的学术著作。
《古剧说汇》收入了冯沅君1936年到1945年10年间写的有关中国古代戏曲的考证文章。《古剧四考》和《古剧四考跋》，包括《勾栏考》、《路歧考》《才人考》和《做场考》，分别考证出了宋元时期的剧场、演员、剧作家及其社团和演出等各个方面的实际情况。其中还对元杂剧的重要作家关汉卿、马致远、钟嗣成等人的生卒年代作了新的考定。《说赚词》及的《说赚词跋》、《〈天宝遗事〉辑本题记》及其跋文，《金院本补说》及其跋文，分别考证了与元杂剧有直接关系的赚词、诸宫调、金元本的曲词、体制及其演变，以及作品、演唱等方面的诸多问题。丰富了对宋金元明戏曲及其演变的认识，对研究中国戏曲史有重要的参考价值。

#### 中国文学史研究
冯沅君学术成就的另一方面是和陆侃如携手编著的中国文学史。他们联袂合作的第一部著作是《中国诗史》。这部诗史以史为序，着重论述诗体的兴替和评论风格不同的重要诗人，展示出中国诗歌发展的面貌。冯沅君将当时尚不登大雅之堂的元明散曲及清代俗曲，当作中国诗歌的主流，而不论述元明清三代诗词，虽然有失偏颇，但也不失为一家之言。它的积极意义在于将以前不为学者重视的散曲、俗曲编入到了诗史中来，拓宽了文学史研究的视野。
1956年，经两位先生修改校阅，由作家出版社出版了《中国诗史》修订本。被评论界称为第一部有系统的诗歌史，进入改革开放年代，仍然被学术界所看重。1983年人民文学出版社重版了《中国诗史》，1996年山东大学出版社印制了精装本，1999年百花文艺出版社作为20世纪经典学术史之一出版。
冯沅君、陆侃如在五十年代中期，编著成一部新的《中国文学史简编》。这是中华人民共和国第一部中国文学通史。
1957年，两位先生又应中国青年出版社之约，撰写了更为简约的《中国文学简史》，不仅在国内出版，还翻译成了英文和罗马尼亚文，把中国文学史介绍到了国外。